# 1437 Диомед
1437 Диомед (енгл. 1437 Diomedes) је Јупитеров тројански астероид. Приближан пречник астероида је 164,31 ,
а средња удаљеност астероида од Сунца износи 5,170 астрономских јединица (АЈ).
Инклинација (нагиб) орбите у односу на раван еклиптике је 20,513 степени, а орбитални период износи 4294,666 дана (11,758 годину). Ексцентрицитет орбите астероида износи 0,044.
Апсолутна магнитуда астероида износи 8,30 а геометријски албедо 0,031.
Астероид је откривен 3. августа 1937. године.